# 에드워드 찰스 피커링
에드워드 찰스 피커링(Edward Charles Pickering, 1846년 7월 19일 ~ 1919년 2월 3일)은 미국의 천문학자로, 윌리엄 헨리 피커링의 형이다. 피커링은 독일의 헤르만 카를 보겐과 함께 분광쌍성을 최초로 발견했다.
피커링은 애니 점프 캐넌, 헨리에타 스완 리비트, 안토니아 마우리 등 여성 천문학자들을 고용해 후원했다. 당시 과학계에서 ‘피커링의 하렘’(Pickering's Harem)이라고 불린 이 여성 과학자들은 하버드 대학교 천문대에서 많은 중요한 과학적 발견을 이루었다.